# BMW E70
BMW E70 (eller BMW X5) är en SUV, tillverkad av den tyska biltillverkaren BMW mellan 2006 och 2013.

## Motor
| Modell        | Årsmodell | Motor                    | Cylindervolym | Effekt | Bränslesystem            |
| ------------- | --------- | ------------------------ | ------------- | ------ | ------------------------ |
| X5 xDrive 30i | 2007-10   | N52: 6-cyl radmotor DOHC | 2996 cm³      | 272 hk | Bränsleinsprutning       |
| X5 xDrive 30d | 2007-10   | M57: 6-cyl radmotor DOHC | 2993 cm³      | 235 hk | Common rail turbodiesel  |
| X5 xDrive 35d | 2007-10   | M57: 6-cyl radmotor DOHC | 2993 cm³      | 286 hk | Common rail turbodiesel  |
| X5 xDrive 48i | 2007-10   | N62: 8-cyl V-motor DOHC  | 4799 cm³      | 355 hk | Bränsleinsprutning       |
| X5 M          | 2010-13   | S63: 8-cyl V-motor DOHC  | 4395 cm³      | 555 hk | Direktinsprutning, turbo |
| X5 xDrive 30d | 2011-13   | N57: 6-cyl radmotor DOHC | 2993 cm³      | 245 hk | Common rail turbodiesel  |
| X5 xDrive 35i | 2011-13   | N55: 6-cyl radmotor DOHC | 2979 cm³      | 306 hk | Direktinsprutning, turbo |
| X5 xDrive 40d | 2011-13   | N57: 6-cyl radmotor DOHC | 2993 cm³      | 306 hk | Common rail turbodiesel  |
| X5 xDrive 50i | 2011-13   | N63: 8-cyl V-motor DOHC  | 4395 cm³      | 408 hk | Direktinsprutning, turbo |